# Pasaporte biométrico

Símbolo para identificar a los pasaportes biométricos.

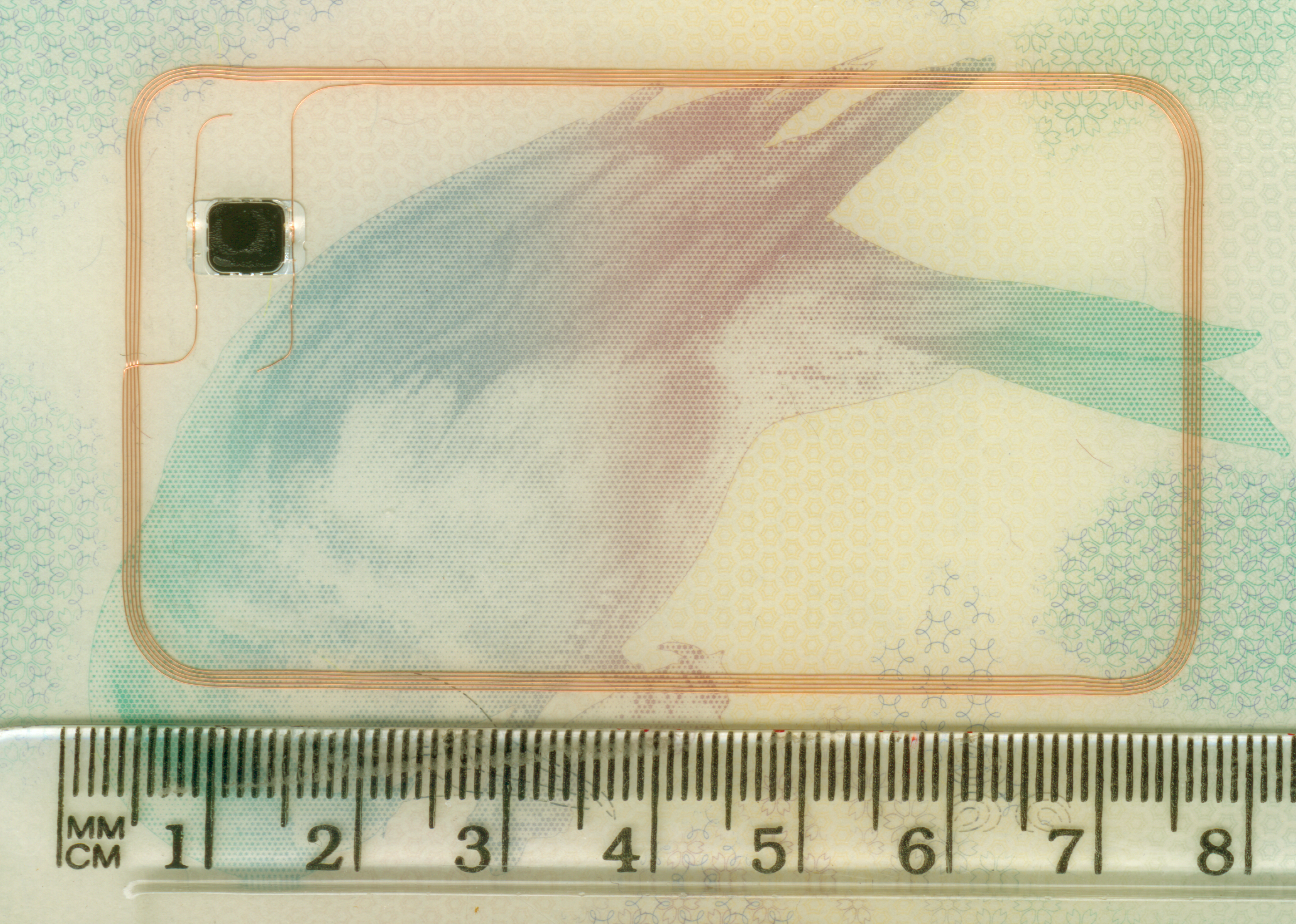
Microplaqueta de RFID de un pasaporte británico.

El pasaporte biométrico, también conocido como pasaporte electrónico, es un pasaporte que integra medios de seguridad avanzados —habitualmente basándose en una lámina de policarbonato con un circuito electrónico incrustado— y que usa la biometría para autentificar la identidad y nacionalidad de su portador. La incorporación de un minúsculo chip RFID en el documento permite tanto almacenar información adicional como duplicar la que se encuentra impresa en la página que contiene los datos del titular del pasaporte, permitiendo —a través de infraestructura de clave pública— la certificación de la veracidad de los datos contenidos en él, haciendo virtualmente imposible forjar identidades falsas.
La descripción del documento, así como las características del chip se hallan descritas en el Documento 9303 de la Organización de Aviación Civil Internacional bajo la denominación "Documentos de viaje de lectura mecánica" (dvLM).